# آیشباخ (کینزیگ)
آیشباخ (به آلمانی: Aischbach) یک رود در آلمان است که در بادن-وورتمبرگ واقع شده‌است.